# Temető a Kreml falánál

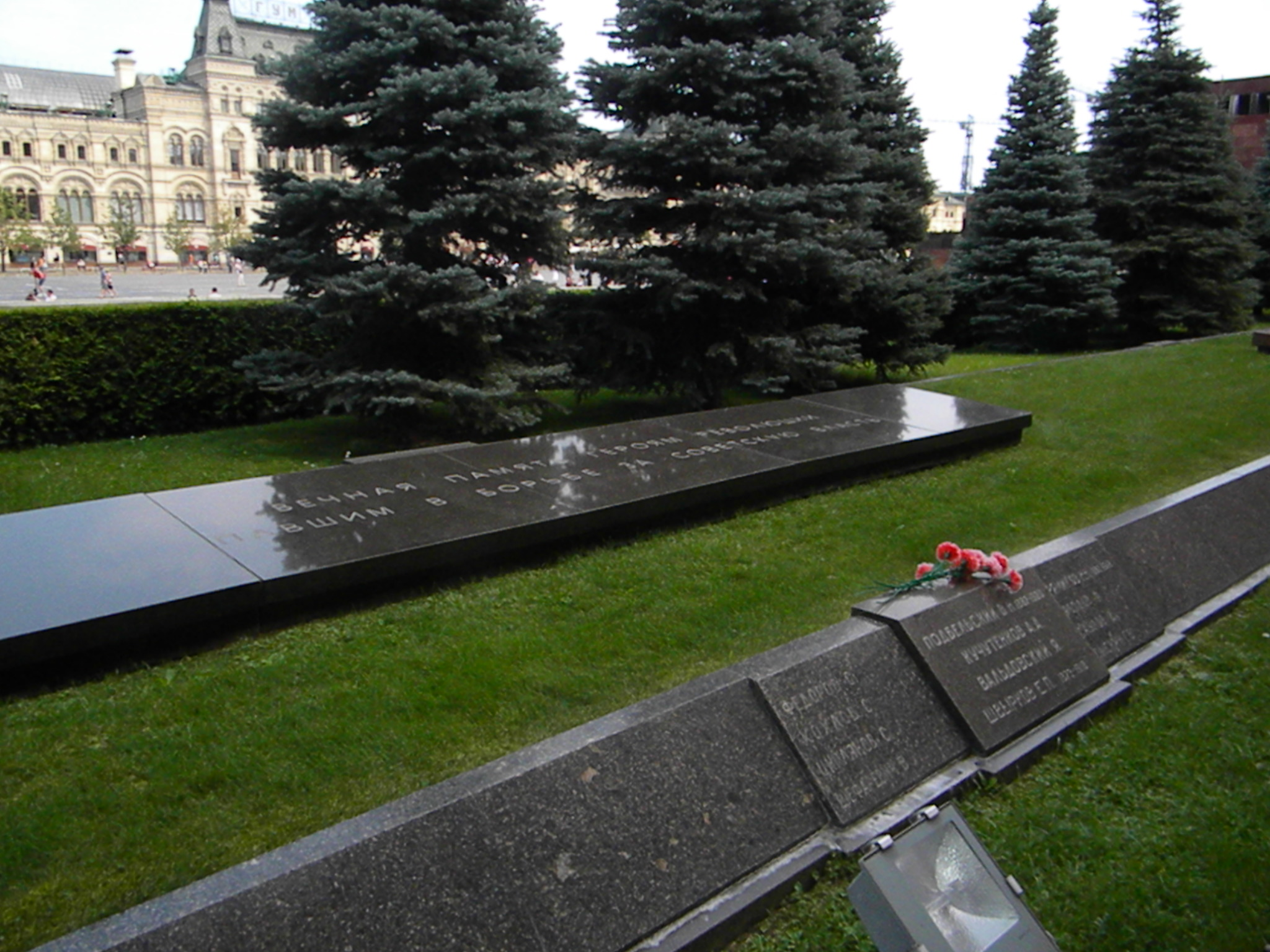
Közös sírok a Kreml fala előtt

A Kreml falánál kialakított temető a szovjet és a nemzetközi kommunista mozgalom vezetői, valamint más kiemelkedő személyiségek nyughelye. A középkori előzményekre is visszatekintő temetkezési helyet a 20. században 1917 és 1985 között használták. Összesen több mint 400 ember nyugszik itt, köztük 50 külföldi, húsz különböző nemzet tagjai.

## Leírása
A temető a Kreml északkeleti, a Vörös térre néző, a Lenin-mauzóleum mögötti falában és az előtte húzódó földsávon terül el a Szpasszkaja és a Nyikolszkaja bástyák közötti szakaszon. A falban 114 urnafülkét alakítottak ki. A fedő gránitlapokon az ott eltemetett személyek neve, valamint születésének és halálának dátuma olvasható.

## Története
A Kreml falán kívül már a középkorban temetkezési hely volt, csakúgy, mint számos más európai település határában, várfalain kívül. 1552-ben ugyancsak ezen a területen, a Kreml akkori várárkai előtt helyezték örök nyugalomra Vazult, a jurogyivijek szekta egyik szerzetesét, akit később boldoggá avattak és sírja felett épült fel 1554-ben a Boldog Vazul-székesegyház. Más templomok is emelkedtek itt a 17. századig a temetőkkel összefüggésben.
Az 1917-es októberi orosz forradalom moszkvai harcai után felélesztették ezt a hagyományt és november 10-én két 75 méter hosszú tömegsírba 238 elesett bolsevikot helyeztek itt el ünnepélyesen, Lenin gyászbeszéde után. Az orosz ortodox egyház tiltakozott az ellen, hogy polgári személyeket egyházi közreműködés nélkül a „nagy orosz szentek” mellé temessenek. Az 1917-ben itt eltemetettek közül 57 személy neve ismeretes.
Később még 15 közös sírt alakítottak ki a forradalom harcosai számára ezen a helyen. Köztük egy tömegkatasztrófa áldozatait is itt temették el, akik egy úgynevezett aerovagonnal, azaz légcsavaros meghajtású vasúti járművel szenvedtek balesetet 1921-ben. Az egyik ilyen „testvéri sírba” került az 1920-ban Moszkvában elhunyt amerikai újságíró, John Reed is, aki könyvet írt a bolsevik forradalomról Tíz nap, amely megrengette a világot címmel. A közös sírokba temetés gyakorlatát 1928-ban szüntették meg a Vörös téren.
A szovjet hatalom első éveiben a tömegsíroknál november 7-én, az 1917-es októberi orosz forradalom évfordulóján és május 1-jén katonai tiszteletadást szerveztek, ezredek tettek itt katonai esküt. Ezekbe a sírokba összesen több mint 300 embert helyeztek örök nyugalomra, közülük 110 személy neve ismert pontosan és még további 122 fő személyazonossága valószínűsíthető.
Az első egyéni modern kori sírt 1919-ben létesítették a Vörös téren Jakov Mihajlovics Szverdlov temetésekor. 1926 végén a Londonban elhunyt szovjet követ, Leonyid Boriszovics Kraszin hamvait helyezték el a Kreml falában; akkortól számítható az itteni ünnepélyes egyéni temetések tradíciójának kialakulása.
1927-ben nyitották meg a nagy moszkvai krematóriumot, ettől kezdve egyre több temetés történt hamvasztással. Az urnákat 1925-36 között főleg a Szenátusi bástyától jobbra, 1937-től viszont kevés kivétellel már csak a bal oldalra.
Az ünnepélyes temetésekről hírt adva a szovjet sajtó – függetlenül attól, hogy koporsós vagy urnás temetésre került-e sor – használni kezdte azt az egységes formulát, hogy az illetőt a Vörös téren, a Kreml falánál helyezték örök nyugalomra. A kegyvesztett vagy nyugdíjas politikusok sírját, mint Hruscsov, Anasztasz Mikoján, Nyikolaj Viktorovics Podgornij nem itt, hanem főleg a Novogyevicsij temetőben helyezték el.
1966. december 3-án, a moszkvai csata 25. évfordulóján a Kreml falánál avatták fel az első szovjet ismeretlen katona emlékművet, a csata színhelyéről, a leningrádi országút 41. kilométerétől ide szállított katona földi maradványai felett.
Az utolsó urnás temetésre a Kreml falában 1984-ben került sor, amikor Dmitrij Fjodorovics Usztyinov marsall, honvédelmi miniszter hamvait helyezték el, az utolsó sírhelybe pedig Konsztantyin Uszyinovics Csernyenko főtitkár koporsója került 1985-ben. 1989-ben még felvetődött, hogy Andrej Andrejevics Gromiko volt külügyminisztert, a Legfelsőbb Tanács Elnökségének elnökét is itt temessék el, de végül végakaratának és a család kívánságának megfelelően a Novogyevicsij temetőben helyezték örök nyugalomra.

## A Kreml falában, illetve előtte eltemetett személyek listája

### A fal előtti koporsós sírhelyek
| A személy neve                       | A halálakor betöltött pozíció                                           | A temetés napja                              | Síremlék |
| ------------------------------------ | ----------------------------------------------------------------------- | -------------------------------------------- | -------- |
| Jakov Mihajlovics Szverdlov          | Az Oroszországi Központi Végrehajtó Bizottság elnöke                    | 1919. március 18.                            |          |
| Mihail Vasziljevics Frunze           | A Szovjetunió Forradalmi Katonai Tanácsának elnöke                      | 1925. november 3.                            |          |
| Feliksz Edmundovics Dzerzsinszkij    | Az OGPU elnöke                                                          | 1926. június 22.                             |          |
| Mihail Ivanovics Kalinyin            | A Szovjetunió Legfelső Tanácsa Elnökségének elnöke                      | 1946. június 6.                              |          |
| Andrej Alekszandrovics Zsdanov       | Az SZKP KB titkára, a Politikai Bizottság tagja                         | 1948. szeptember 5.                          |          |
| Joszif Visszarionovics Sztálin       | A Szovjetunió Minisztertanácsának elnöke                                | 1961. november 1. (exhumálás a mauzóleumból) |          |
| Kliment Jefremovics Vorosilov        | A Szovjetunió Legfelső Tanácsa Elnökségének elnöke honvédelmi népbiztos | 1969. december 6.                            |          |
| Szemjon Mihajlovics Bugyonnij        | A Szovjetunió marsallja                                                 | 1973. október 30.                            |          |
| Mihail Andrejevics Szuszlov          | Az SZKP KB titkára, a Politikai Bizottság tagja                         | 1982. január 29.                             |          |
| Leonyid Iljics Brezsnyev             | Az SZKP főtitkára, a Szovjetunió Legfelső Tanácsa Elnökségének elnöke   | 1982. november 15.                           |          |
| Jurij Vlagyimirovics Andropov        | Az SZKP főtitkára                                                       | 1984. február 14.                            |          |
| Konsztantyin Usztyinovics Csernyenko | Az SZKP főtitkára, a Szovjetunió Legfelső Tanácsa Elnökségének elnöke   | 1985. március 13.                            |          |

### Urnasírok magában a Kreml falában
| Bal oldal (jobbról balra) | Jobb oldal (jobbról balra) |
| --- | --- |

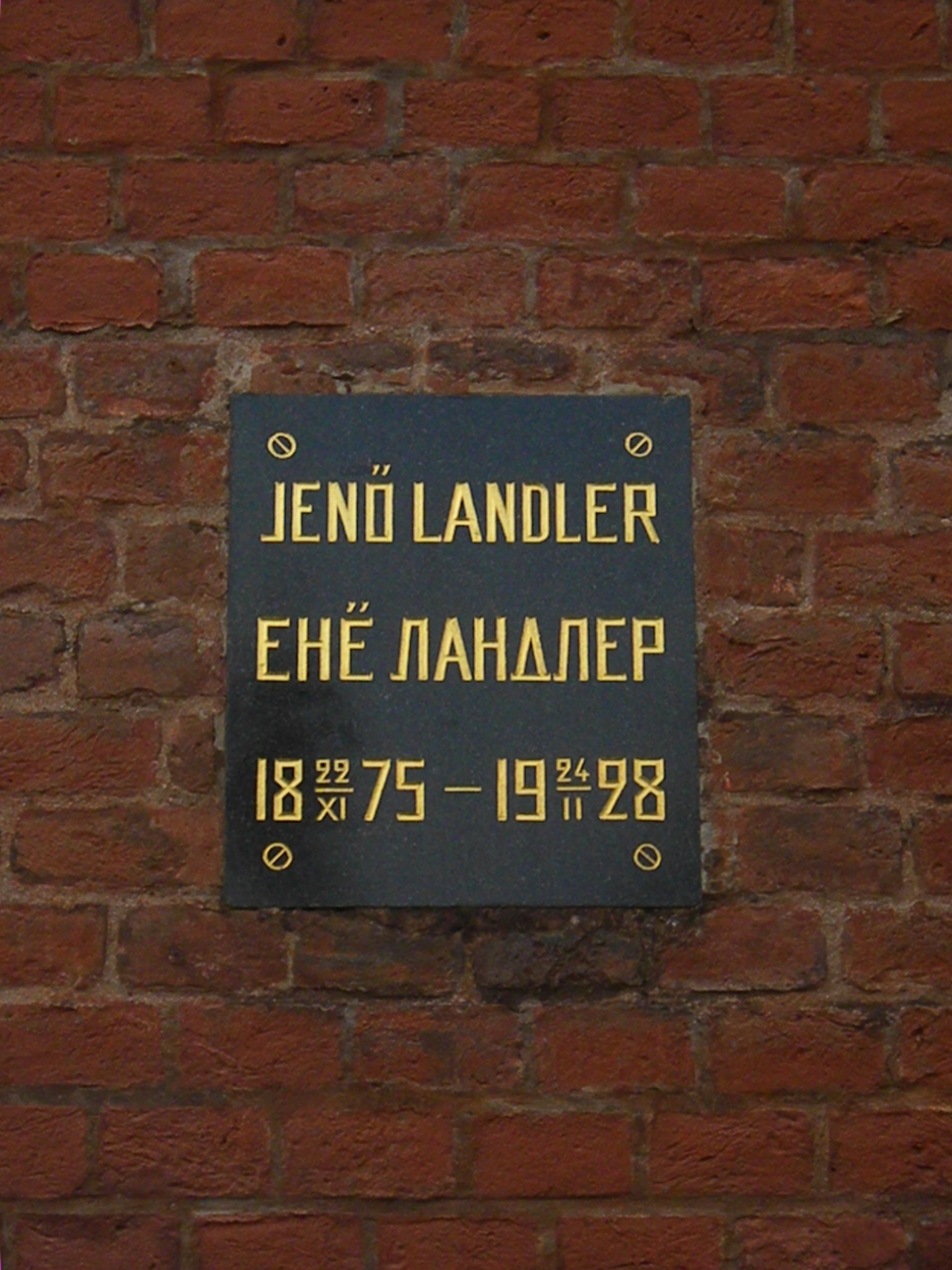
Landler Jenő sírköve a Kreml falában

| 1. Grigorij Konsztantyinovics Ordzsonikidze (1886–1937) 2. Szergej Mironovics Kirov (1886–1934) 3. Valerian Vlagyimirovics Kujbisev (1888–1935) 4. Makszim Gorkij (1868–1936) 5. Marija Iljinyicsna Uljanova (1878–1937) 6. Valerij Pavlovics Cskalov (1904–1938) 7. Nagyezsda Konsztantyinovna Krupszkaja (1869–1939) 8. Anatolij Konsztantyinovics Szerov (1910–1939) 9. Polina Gyenyiszovna Oszipenko (1907–1939) 10. Marina Mihajlovna Raszkova (1912–1943) 11. Grigorij Pantyelejevics Kravcsenko (1912–1943) 12. Konsztantyin Dmitrijevics Pamfilov (1901–1943) 13. Jemeljan Mihajlovics Jaroszlavszkij (1878–1943) 14. Klavgyija Ivanovna Nyikolajeva (1893–1944) 15. Borisz Mihajlovics Saposnyikov (1882–1945) 16. Alekszandr Szergejevics Scserbakov (1901–1945) 17. Vlagyimir Petrovics Potyomkin (1878–1946) 18. Vaszilij Vasziljevics Vahrusev (1902–1947) 19. Rozalija Szamojlovna Zemljacska (1876–1947) 20. Fjodor Ivanovics Tolbuhin (1894–1949) 21. Mihail Fjodorovics Vlagyimirszkij (1874–1951) 22. Alekszandr Illarionovics Jefremov (1904–1951) 23. Lev Zaharovics Mehlisz (1889–1953) 24. Matvej Fjodorovics Skiratov (1883–1954) 25. Anatolij Nyikolajevics Kuzmin (1903–1954) 26. Andrej Januarjevics Visinszkij (1883–1954) 27. Leonyid Alekszandrovics Govorov (1897–1955) 28. Pavel Alekszandrovics Jugyin (1902–1956) 29. Ivan Alekszejevics Lihacsov (1896–1956) 30. Ivan Iszidorovics Noszenko (1902–1956) 31. Avraamij Pavlovics Zavenjagin (1901–1956) 32. Vjacseszlav Alekszandrovics Malisev (1902–1957) 33. Szergej Jakovlevics Zsuk (1892–1957) 34. Grigorij Ivanovics Petrovszkij (1878–1958) 35. Hovhannesz Tevoszjan (1902–1958) 36. Gleb Makszimilianovics Krizsanovszkij (1872–1959) 37. Igor Vasziljevics Kurcsatov (1903–1960) 38. Mitrofan Ivanovics Nyegyelin (1902–1960) 39. Mihail Vasziljevics Hrunicsev (1901–1961) 40. Borisz Lvovics Vannyikov (1897–1962) 41. Andrej Vaszljevics Hruljov (1892–1962) 42. Alekszej Innokentyjevics Antonov (1896–1962) 43. Nyikolaj Alekszandrovics Digaj (1908–1963) 44. Vlagyimir Alekszejevics Kurcsenko (1909–1963) 45. Otto Ville Kuusinen (1881–1964) 46. Szergej Szemjonovics Birjuzov (1904–1964) 47. Frol Romanovics Kozlov (1908–1965) 48. Szergej Vlagyimirovics Kurasov (1910–1965) 49. Szergej Pavlovics Koroljov (1907–1966) 50. Alekszandr Petrovics Rudakov (1910–1966) 51. Nyikolaj Grigorjevics Ignatov (1901–1966) 52. Jelena Dmitrijevna Sztaszova (1873–1966) 53. Rogyion Jakovlevics Malinovszkij (1898–1967) 54. Vlagyimir Mihajlovics Komarov (1927–1967) 55. Nyikolaj Nyikolajevics Voronov (1899–1968) 56. Jurij Alekszejevics Gagarin (1934–1968) 57. Vlagyimir Szergejevics Szerjogin (1922–1968) 58. Vaszilij Danyilovics Szokolovszkij (1897–1968) 59. Konsztantyin Konsztantyinovics Rokosszovszkij (1896–1968) 60. Kirill Afanaszjevics Mereckov (1897–1968) 61. Szemjon Konsztatyinovics Tyimosenko (1895–1970) 62. Andrej Ivanovics Jerjomenko (1892–1970) 63. Nyikolaj Mihajlovics Svernyik (1888–1970) 64. Georgij Tyimofejevics Dobrovolszkij (1928–1971) 65. Vlagyiszlav Nyikolajevics Volkov (1935–1971) 66. Viktor Ivanovics Pacajev (1933–1971) 67. Matvej Vasziljevics Zaharov (1898–1972) 68. Nyikolaj Ivanovics Krilov (1903–1972) 69. Ivan Sztyepanovics Konyev (1897–1973) 70. Andrej Antonovics Grecsko (1903–1976) 71. Ivan Ignatyevics Jakubovszkij (1912–1976) | 1. William Dudley Haywood (1869–1928) 2. Landler Jenő (1875–1928) 3. Arthur MacManus (1889–1927) 4. Charles Emil Ruthenberg (1882–1927) 5. Miron Konsztantyinovics Vlagyimirov (1879–1925) 6. Dmitrij Fjodorovics Usztyinov (1908–1984) 7. Leonyid Arkagyevics Konsztandov (1915–1984) 8. Arvīds Pelše (1899–1983) 9. Ivan Hrisztoforovics Bagramjan (1897–1982) 10. Alekszej Nyikolajevics Koszigin (1904–1980) 11. Fjodor Davidovics Kulakov (1918–1978) 12. Msztyiszlav Vszevolodovics Keldis (1911–1978) 13. Alekszandr Mihajlovics Vaszilevszkij (1895–1977) 14. Georgij Konsztantyinovics Zsukov (1896–1974) 15. Szergej Szergejevics Kamenyev (1881–1936) 16. Alekszandr Petrovics Karpinszkij (1846–1936) 17. Fritz Heckert (1884–1936) 18. Ivan Pavlovics Tolsztuha (1889–1935) 19. Pjotr Germogenovics Szmidovics (1874–1935) 20. Valerijan Szaveljevics Dovgalevszkij (1885–1934) 21. Vjacseszlav Rudolfovics Menzsinszkij (1874–1934) 22. Alekszandr Matvejevics Stejngart (1887–1934) 23. Ilja Davidovics Ulinszkij (1910–1934) 24. Andrej Bogdanovics Vaszenko (1899–1934) 25. Pavel Fjodorovics Fedoszenko (1898–1934) 26. Anatolij Vasziljevics Lunacsarszkij (1875–1933) 27. Katajama Szen (1859–1933) 28. Golcman, Abram Zinovjevics (1894–1933) 29. Pjotr Ionovics Baranov (1892–1933) 30. Szergej Ivanovics Guszev (1874–1933) 31. Alekszej Ivanovics Szvigyerszkij (1878–1933) 32. Mihail Sztyepanovics Olminszkij (1863–1933) 33. Alekszandr Mitrofanovics Sztopanyi (1871–1932) 34. Kiprijan Oszipovics Kirkizs (1888–1932) 35. Mihail Nyikolajevics Pokrovszkij (1868–1932) 36. Pjotr Ivanovics Sztucska (1865–1932) 37. Jurij Larin (1882–1932) 38. Vlagyimir Kiriakovics Triandafillov (1894–1931) 39. Mihail Szilversztovics Mihajlov-Ivanov (1894–1931) 40. Jānis Lepse (1889–1929) 41. Ivan Ivanovics Szkvorcov-Sztyepanov (1870–1928) 42. Alekszandr Dmitrijevics Cjurupa (1870–1928) 43. Leonyid Boriszovics Kraszin (1870–1926) 44. Clara Zetkin (1857–1933) |

## Fordítás
- Ez a szócikk részben vagy egészben  a(z)   Некрополь у Кремлёвской стены című orosz Wikipédia-szócikk ezen változatának fordításán alapul.  Az eredeti cikk szerkesztőit annak laptörténete sorolja fel. Ez a jelzés csupán a megfogalmazás eredetét és a szerzői jogokat jelzi, nem szolgál a cikkben szereplő információk forrásmegjelöléseként.